# Повзик китайський
Повзик китайський (Sitta villosa) — вид горобцеподібних птахів родини повзикових (Sittidae).

## Поширення

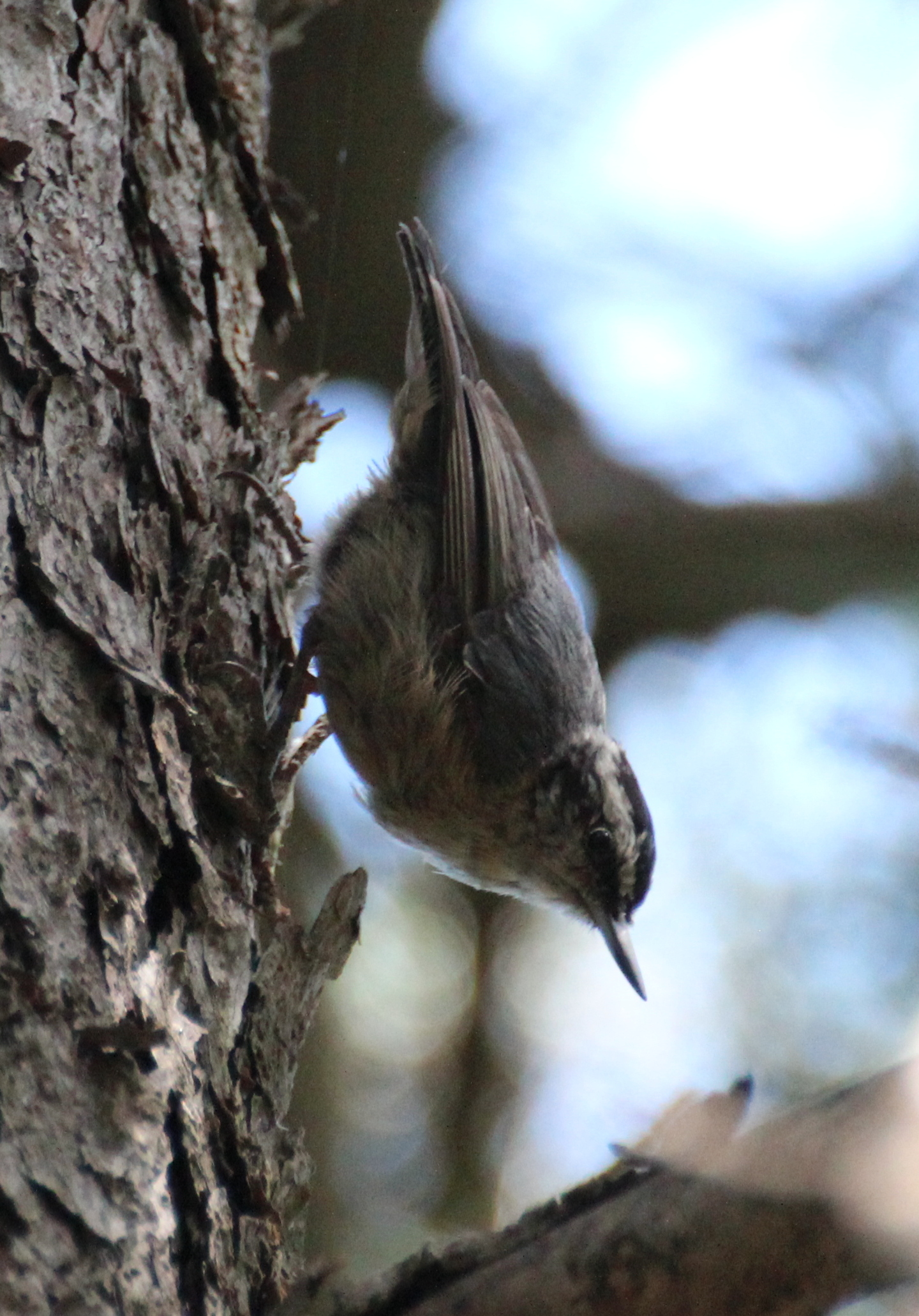

Вид поширений на Далекому Сході. Гніздиться на північному сході Китаю, на півночі КНДР, на півдні Приморського краю (Росія). Рідкісний залітний птах в Південній Кореї та на півдні Сахаліну. Мешкає у хвойних та змішаних лісах.

## Опис
Дрібний птах, завдовжки 12 см, вагою 8-11 г. Верхня частина тіла синювато-сірого кольору. Горло та черево брудно-білі, груди рудувато-коричневі. У самців на голові є чорна шапинка, білі брови та чорна лоральна смужка, яка проходить від основи дзьоба через око до потилиці. У самиць шапинка сіра, а лоральна смужка ширша і темно-коричнева.

## Спосіб життя
Мешкає у хвойних лісах. Трапляється парами або численними зграями. Живиться комахами та насінням. Сезон розмноження триває з квітня по червень. Гніздо облаштовує у порожнинах мертвих дерев. Дно гнізда вистилає сосновими шишками, рослинним пухом та іншими м'яким матеріалом рослинного або тваринного походження. Самиця відкладає 4–6 яєць, білих з дрібними червонувато-коричневими плямами. Інкубація триває 14-17 днів. Насиджує самиця, в цей час самець її підгодовує. Молодняк залишає гніздо приблизно через 20 днів після вилуплення.